# Michał Awdaniec z Buczacza
Michał Awdaniec z  Buczacza, czasem Michał Abdaniec herbu Abdank (zm. po 7 listopada 1394) – dostojnik dworu króla Władysława Jagiełły, właściciel Buczacza, protoplasta Buczackich; miał swoją siedzibę początkowo w Rukomyszu (obecnie wieś w rejonie buczackim).

## Życiorys
Jerzy Sperka uważa, że na obecnym etapie badań nie ma pewności, skąd pochodził Michał Awdaniec (dictus Hawdanyecz, Hawdank, Habdank), chociaż w historiografii polskiej przez długie lata funkcjonowała hipoteza zaproponowana przez Władysława Semkowicza, że Michał przybył na ziemie ruskie jeszcze za czasów Kazimierza Wielkiego, z ziemi łęczyckiej Królestwa Polskiego. Anna Dörflerówna wskażała, że przybył na Ruś Czerwoną w czasach króla Kazimierza III.
Michał Awdaniec otrzymał od księcia Władysława Opolczyka Buczacz więc okręg tego miasta prawdopodobnie w kilku etapach. W latach 1372–1379, po uzyskaniu nadania, ufundował w Buczaczu kościół parafialny, następnie farny w Buczaczu (dzisiaj na jego miejscu jest Kościół Wniebowzięcia Najświętszej Marii Panny w Buczaczu). Zaś w 1393(?) r. uzyskał zgodę króla Władysława Jagiełły na lokację miasta Buczacza na niemieckim prawie magdeburskim. Była to pierwsza lokacja miejska na ziemi halickiej. Od nazwy miasta ta gałąź rodu Awdańców przybrała nazwę Buczackich. Za wierną służbę na polach bitew, a także umacnianie, ufortyfikowanie obronnych zamków na Podolu, oraz znaczącą rolę, jaką odegrał w zawarciu pokoju wieczystego z Tatarami, otrzymywał od króla Awdaniec wielkie posiadłości w pobliżu Białogrodu i Oczakowa.
Ostatni raz odnotowany w źródłach 7 listopada 1394 r., kiedy we Lwowie ponownie przebywał w otoczeniu Władysława Jagiełły.
Żonaty z Małgorzatą z Kołów herbu Junosza, a więc zapewne córką Mikołaja z Sopowa i Dalejowa, protoplasty Kolów Dalejowskich. Ich dziećmi byli: 
- Michał Buczacki z Podhajec (zm. 1438), wojewoda podolski (1437) oraz  kasztelan halicki (1433), cześnik halicki (1434) i starosta halicki, kamieniecki i przemyski,
- Michał Mużyło Buczacki (zm. 1470), kasztelan, cześnik i starosta halicki,
- Teodoryk Buczacki Jazłowiecki (zm.: 1456), kasztelan halicki,  kasztelan kamieniecki i starosta podolski.
- córka Buczacka[7]; Jerzy Sperka uważa, że córkę, późniejszą żonę Piotra Gasztołda, który był postaсią wątpliwa historycznie, przypisywano na podstawie późnej szesnastowiecznej tradycji litewskiej[8].

Michał Awdaniec i jego synowie byli niezbyt posłuszni rozkazom ks. Świdrygiełły. Usuwali załogi litewskie z zamków obronnych w: Kamieńcu, Czerwonogrodzie, Jazłowcu, Skale oraz innych miejscowościach i podporządkowywali je władzy króla polskiego. Dzięki temu uzyskali liczne dowody wdzięczności królewskiej, najczęściej w postaci nadania im dóbr ziemskich.